# Liste des subdivisions par superficie

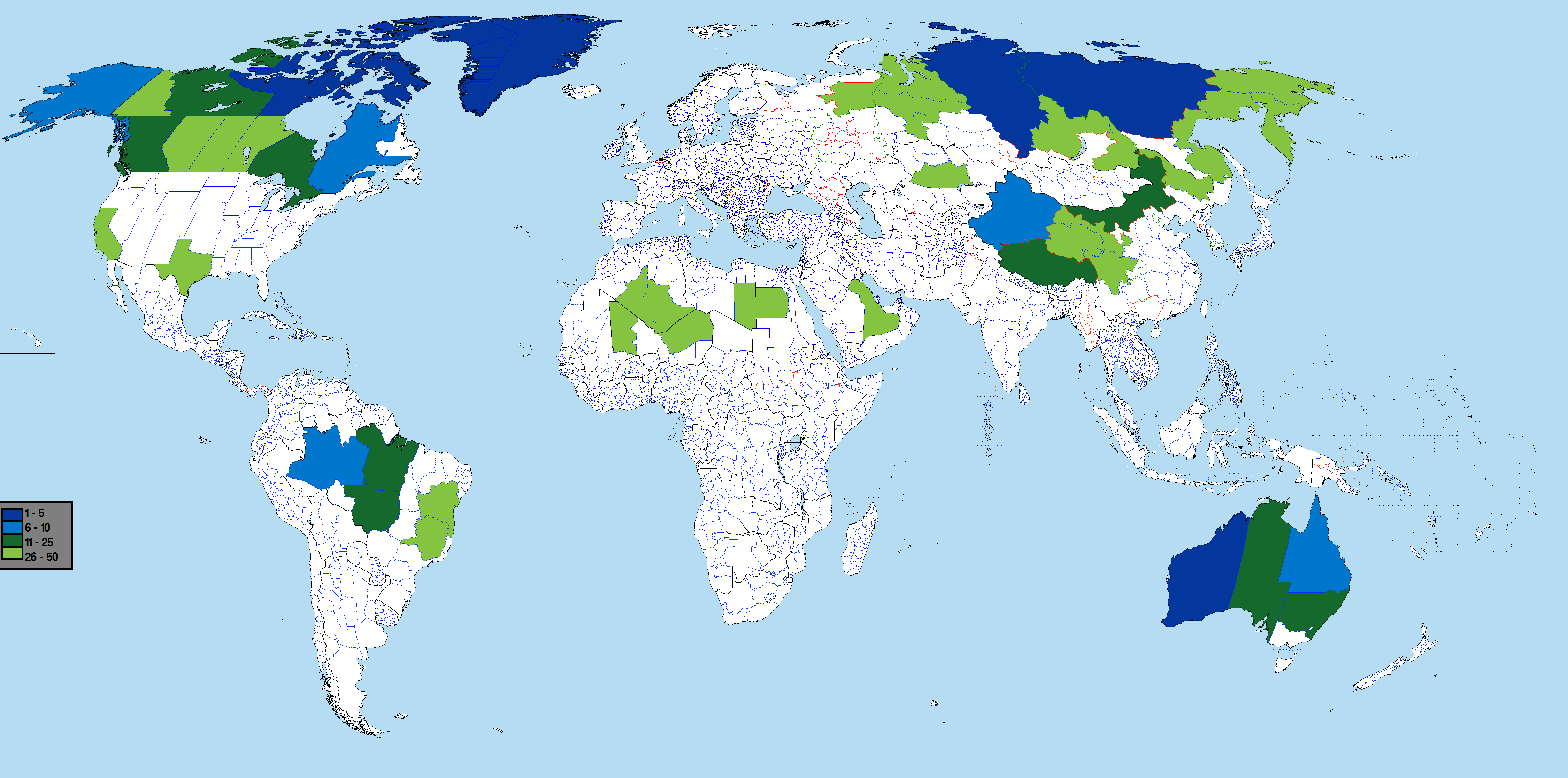
Carte du monde mettant en évidence les 50 plus grandes subdivisions.

Cet article donne la liste des plus grandes subdivisions de pays par superficie.

## Premier niveau

### Critères
La liste suivante recense les subdivisions de premier niveau, c'est-à-dire directement subordonnées à un État. Elle prend en compte les superficies totales des subdivisions, y compris celles des eaux intérieures. Elle est limitée aux entrées de plus de 400 000 km2 (ce qui permet d'obtenir une cinquantaine d'entrées) ; à titre de comparaison, la dernière, Terre-Neuve-et-Labrador au Canada, est aussi grande que l'État indépendant du Paraguay. Au total, ces subdivisions couvrent plus de 52 000 000 km2, soit presque 39 % des terres émergées (hors Antarctique) ; elle ne regroupent par contre même pas 400 000 000 habitants, soit à peine 6 % de la population mondiale.
Les subdivisions retenues sont celles qui possèdent une certaine importance administrative (par exemple, les immenses districts fédéraux de Russie ne sont pas listés ici). Ceci précisé, toutes les entrées sont des subdivisions de premier ordre (subdivisions immédiates d'un État). Les revendications territoriales en Antarctique sont mentionnées dans la liste suivante. Toutefois, ces revendications étant suspendues par le traité sur l'Antarctique, elles ne sont pas prises en compte dans le classement général.
Les données de population et de densité de population sont également indiquées pour chaque subdivision. Les chiffres retenus sont ceux données sur les articles respectifs ; les sources de ces chiffres sont donc à rechercher à ces endroits.

### Subdivisions actuelles
| #  | Nom                                              | Pays             | Superficie (km²) | Population (hab.) | Densité (hab./km²) | Carte |
| -- | ------------------------------------------------ | ---------------- | ---------------- | ----------------- | ------------------ | ----- |
| -  | Territoire antarctique australien                | Australie        | 6 119 818        | 1 000             | 0                  |       |
| 1  | Sakha                                            | Russie           | 3 083 523        | 959 875           | 0,31               |       |
| 2  | Australie-Occidentale                            | Australie        | 2 529 875        | 2 474 410         | 0,98               |       |
| -  | Terre de la Reine-Maud                           | Norvège          | 2 500 000        | 0                 | 0                  |       |
| 3  | Kraï de Krasnoïarsk                              | Russie           | 2 339 700        | 2 865 908         | 1,22               |       |
| 4  | Groenland                                        | Danemark         | 2 166 086        | 56 295            | 0,03               |       |
| 5  | Nunavut                                          | Canada           | 2 038 722        | 38 243            | 0,02               |       |
| 6  | Queensland                                       | Australie        | 1 730 648        | 4 703 193         | 2,72               |       |
| 7  | Alaska                                           | États-Unis       | 1 717 856        | 738 432           | 0,43               |       |
| 8  | Xinjiang                                         | Chine            | 1 664 897        | 21 813 334        | 13,1               |       |
| 9  | Amazonas                                         | Brésil           | 1 559 159        | 4 063 614         | 2,61               |       |
| 10 | Québec                                           | Canada           | 1 542 056        | 8 425 996         | 5,46               |       |
| 11 | Oblast de Tioumen                                | Russie           | 1 464 200        | 1 455 003         | 0,99               |       |
| 12 | Territoire du Nord                               | Australie        | 1 420 970        | 228 833           | 0,16               |       |
| -  | Territoire antarctique britannique               | Royaume-Uni      | 1 395 000        | 0                 | 0                  |       |
| -  | Région de Magallanes et de l'Antarctique chilien | Chili            | 1 382 291        | 166 533           | 0,12               |       |
| 13 | Territoires du Nord-Ouest                        | Canada           | 1 346 106        | 44 718            | 0,03               |       |
| 14 | Pará                                             | Brésil           | 1 247 690        | 8 272 724         | 6,63               |       |
| 15 | Tibet                                            | Chine            | 1 228 400        | 3 180 000         | 2,59               |       |
| 16 | Mongolie-Intérieure                              | Chine            | 1 181 104        | 24 706 321        | 20,92              |       |
| 17 | Ontario                                          | Canada           | 1 076 395        | 14 279 196        | 13,27              |       |
| -  | Province de Terre de Feu                         | Argentine        | 1 003 281        | 127 205           | 0,13               |       |
| 18 | Australie-Méridionale                            | Australie        | 983 482          | 1 676 653         | 1,7                |       |
| 19 | Colombie-Britannique                             | Canada           | 944 735          | 4 841 078         | 5,12               |       |
| 20 | Mato Grosso                                      | Brésil           | 903 357          | 3 344 544         | 3,7                |       |
| 21 | Nouvelle-Galles du Sud                           | Australie        | 800 642          | 7 480 228         | 9,34               |       |
| 22 | Kraï de Khabarovsk                               | Russie           | 787 633          | 1 333 610         | 1,69               |       |
| 23 | Oblast d'Irkoutsk                                | Russie           | 774 846          | 2 412 138         | 3,11               |       |
| 24 | Tchoukotka                                       | Russie           | 721 481          | 50 150            | 0,07               |       |
| 25 | Qinghai                                          | Chine            | 696 700          | 5 930 000         | 8,51               |       |
| 26 | Texas                                            | États-Unis       | 696 241          | 27 469 114        | 39,45              |       |
| 27 | Iamalie                                          | Russie           | 683 976          | 534 299           | 0,78               |       |
| 28 | Ach-Charqiya                                     | Arabie saoudite  | 672 522          | 4 105 780         | 6,11               |       |
| 29 | Agadez                                           | Niger            | 667 799          | 487 620           | 0,73               |       |
| 30 | Alberta                                          | Canada           | 661 848          | 4 306 039         | 6,51               |       |
| 31 | Saskatchewan                                     | Canada           | 651 900          | 1 168 057         | 1,79               |       |
| 32 | Manitoba                                         | Canada           | 647 797          | 1 343 371         | 2,07               |       |
| 33 | Oblast d'Arkhangelsk                             | Russie           | 587 400          | 1 129 908         | 1,92               |       |
| 34 | Minas Gerais                                     | Brésil           | 586 528          | 20 869 101        | 35,58              |       |
| 35 | Bahia                                            | Brésil           | 564 692          | 15 203 934        | 26,92              |       |
| 36 | Khantys-Mansis                                   | Russie           | 534 500          | 1 625 501         | 3,04               |       |
| 37 | Sichuan                                          | Chine            | 485 000          | 81 100 000        | 167,22             |       |
| 38 | Al-Koufrah                                       | Libye            | 483 510          | 50 104            | 0,1                |       |
| 39 | Yukon                                            | Canada           | 482 443          | 38 669            | 0,08               |       |
| 40 | Kraï du Kamtchatka                               | Russie           | 472 300          | 316 328           | 0,67               |       |
| 41 | Oblast de Magadan                                | Russie           | 465 464          | 146 275           | 0,31               |       |
| 42 | Heilongjiang                                     | Chine            | 454 800          | 38 312 224        | 84,24              |       |
| 43 | Gansu                                            | Chine            | 454 000          | 25 575 254        | 56,33              |       |
| -  | Dépendance de Ross                               | Nouvelle-Zélande | 450 000          | 1 000             | 0                  |       |
| 44 | Région de Taoudénit                              | Mali             | 440 176          | 18 160            | 0,04               |       |
| 45 | Gouvernorat de la Nouvelle-Vallée                | Égypte           | 440 098          | 241 247           | 0,55               |       |
| -  | Terres australes et antarctiques françaises      | France           | 439 672          | 186               | 0                  |       |
| 46 | Kraï de Transbaïkalie                            | Russie           | 431 500          | 1 082 633         | 2,51               |       |
| 47 | Oblys de Karaganda                               | Kazakhstan       | 427 982          | 1 363 638         | 3,19               |       |
| 48 | Californie                                       | États-Unis       | 423 970          | 39 250 017        | 92,58              |       |
| 49 | République des Komis                             | Russie           | 416 800          | 856 631           | 2,06               |       |
| 50 | Riyad                                            | Arabie saoudite  | 412 000          | 6 777 146         | 16,45              |       |
| 51 | Terre-Neuve-et-Labrador                          | Canada           | 405 212          | 528 430           | 1,3                |       |

### Récapitulatif par pays
- Russie : 13 subdivisions
- Canada : 10
- Chine : 7
- Australie,  Brésil : 5
- États-Unis : 3
- Arabie saoudite : 2
- Danemark,  Égypte,  Kazakhstan,  Libye,  Mali,  Niger : 1

### Anciennes subdivisions
Le tableau suivant, très incomplet, recense quelques subdivisions, disparues ou divisées depuis, qui ont mesuré plus de 400 000 km2 à une époque.
| Nom                   | Pays                             | Dates       | Superficie (km²) | Population (hab.) | Densité (hab./km²) | Carte |
| --------------------- | -------------------------------- | ----------- | ---------------- | ----------------- | ------------------ | ----- |
| RSFS de Russie        | Union soviétique                 | 1922 - 1991 | 17 075 200       | 147 386 000       | 8,63               |       |
| RSS kazakhe           | Union soviétique                 | 1936 - 1991 | 2 727 300        | 16 711 900        | 6,13               |       |
| RSS d'Ukraine         | Union soviétique                 | 1919 - 1991 | 603 700          | 51 706 746        | 85,65              |       |
| Borkou-Ennedi-Tibesti | Tchad                            | 2002 - 2008 | 600 350          | 70 603            | 0,12               |       |
| Wilaya de Tamanrasset | Algérie                          | 1974 - 2021 | 556 200          | 198 691           | 0,36               |       |
| Province orientale    | République démocratique du Congo | 1960 - 2015 | 503 239          | 9 003 000         | 17,89              |       |
| Katanga               | République démocratique du Congo | 1960 - 2015 | 496 871          | 4 125 000         | 8,3                |       |
| Région de Tombouctou  | Mali                             | 1977 - 2016 | 496 611          | 681 691           | 1,37               |       |
| RSS du Turkménistan   | Union soviétique                 | 1924 - 1991 | 488 100          | 3 522 700         | 7,22               |       |
| Oblast du Kamtchatka  | Russie                           | 1992 - 2007 | 472 300          | 358 801           | 0,76               |       |
| RSS d'Ouzbékistan     | Union soviétique                 | 1924 - 1991 | 447 400          | 19 906 000        | 44,49              |       |
| Oblast de Tchita      | Russie                           | 1992 - 2008 | 431 500          | 1 155 346         | 2,68               |       |
| Wilaya d'Adrar        | Algérie                          | 1974 - 2019 | 427 368          | 399 714           | 0,80               |       |
| Papouasie             | Indonésie                        | 1963 - 2003 | 421 981          | 2 795 182         | 6,62               |       |
| Équateur              | République démocratique du Congo | 1960 - 2015 | 403 292          | 7 501 902         | 18,6               |       |